# Eleccions legislatives daneses de 1932
Les eleccions legislatives daneses de 1932 se celebraren el 16 de novembre de 1932 (el 12 de desembre a les illes Fèroe). Guanyaren els socialdemòcrates novament i formaria novament govern Thorvald Stauning.
| Partit                       | Líder        | Vots           | %              | Escons         | +/-            |                |
| ---------------------------- | ------------ | -------------- | -------------- | -------------- | -------------- | -------------- |
| Socialdemokratiet            |              | 660,839        | 42,7%          | 62             | +1             |                |
| Venstre                      |              | 381,862        | 24,7%          | 38             | -5             |                |
| Det Konservative Folkeparti  |              | 289,531        | 18,7%          | 27             | +3             |                |
| Det Radikale Venstre         |              | 145,221        | 9,4%           | 14             | -2             |                |
| Danmarks Retsforbund (E)     |              | 41,238         | 2,7%           | 4              | +1             |                |
| Schleswigsche Partei (S)     |              | 9,868          | 0,6%           | 1              | +0             |                |
| Danmarks Kommunistiske Parti |              | 17,179         | 1,1%           | 2              | +2             |                |
| DNSAP                        |              | 757            | 0,1%           | 0              | +0             |                |
| Altres partits               |              | 587            | 0,0%           | 0              | +0             |                |
| Sambandsflokkurin            |              | 3.532          |                | 1              | 0              |                |
| Javnaðarflokkurin            |              | 677            |                | 0              | +0             |                |
| Altres partits (Illes Fèroe) |              | 2,642          |                | 0              | +0             |                |
| Total                        | Total        |                |                | 149            |                |                |
| Participació                 | Participació | 81,5%          | 81,5%          | 81,5%          | 81,5%          | 81,5%          |
| Font                         | Font         | Folketinget.dk | Folketinget.dk | Folketinget.dk | Folketinget.dk | Folketinget.dk |